# Odicardis crista-galli
Odicardis crista-galli là một loài thực vật có hoa trong họ Mã đề. Loài này được (Steven) Raf. mô tả khoa học đầu tiên.